# Peethasthabeeja krishna
Peethasthabeeja krishna är en svampart som beskrevs av P.Rag. Rao 1981. Peethasthabeeja krishna ingår i släktet Peethasthabeeja, divisionen sporsäcksvampar och riket svampar.   Inga underarter finns listade i Catalogue of Life.